# Iran na Letnich Igrzyskach Olimpijskich 1992
Iran na Letnich Igrzyskach Olimpijskich 1992 reprezentowało 36 zawodników (sami mężczyźni). Był to 11 start reprezentacji Iranu na letnich igrzyskach olimpijskich. Reprezentanci Iranu zdobyli 3 medale.

## Zdobyte medale
| Medal  | Zawodnik                 | Dyscyplina | Konkurencja              | Rezultat                                                       |
| ------ | ------------------------ | ---------- | ------------------------ | -------------------------------------------------------------- |
| Srebro | Asgari Mohammadian       | Zapasy     | styl wolny waga do 62 kg | w finale przegrał z Amerykaninem Johnem Smithem                |
| Brąz   | Amir Reza Khadem Azgadhi | Zapasy     | styl wolny waga do 74 kg | w walce o brązowy medal pokonał Magomiedsalama Gadijewa ze WNP |
| Brąz   | Rasoul Khadem Azgadhi    | Zapasy     | styl wolny waga do 82 kg | w walce o 3. miejsce pokonał Niemca Hansa Gstoettnera          |

## Skład kadry

### Boks
Mężczyźni
- Anoushirvan Nourian waga lekkopółśrednia do 63,5 kg – 17. miejsce,
- Yusef Khateri waga półśrednia do 67 kg – 17. miejsce,
- Siamak Varzideh waga średnia do 75 kg – 17. miejsce,
- Morteza Shiri waga ciężka do 91 kg – 9. miejsce,
- Iraj Kia Rostami waga superciężka powyżej 91 kg – 16. miejsce,

### Kolarstwo
Mężczyźni
- Hussain Eslami – kolarstwo szosowe – wyścig ze startu wspólnego – nie ukończył wyścigu,
- Khosrow Ghamari – kolarstwo szosowe – wyścig ze startu wspólnego – nie ukończył wyścigu,
- Hussain Mahmoudi Shahvar – kolarstwo szosowe – wyścig ze startu wspólnego – nie ukończył wyścigu,
- Nima Ebrahim, Hussain Eslami, Khosrow Ghamari, Hussain Mahmoudi Shahvar – kolarstwo szosowe – jazda drużynowa na 100 km na czas – 21. miejsce,
- Mohamed Reza Banna – kolarstwo torowe – wyścig na 1 km ze startu zatrzymanego – 28. miejsce,
- Mehrdad Afsharian Tarshiz – kolarstwo torowe – wyścig na 4000 m na dochodzenie – 25. miejsce,
- Nima Ebrahim, Mehrdad Afsharian Tarshiz, Mohamed Reza Banna, Majid Naseri – kolarstwo torowe – wyścig na 4000 m na dochodzenie drużynowo – 19. miejsce,
- Majid Naseri – kolarstwo torowe – wyścig punktowy – odpadł w eliminacjach (nie ukończył wyścigu),

### Lekkoatletyka
Mężczyźni
- Sayed Hamid Sajjadi

bieg na 5000 m – odpadł w eliminacjach,
bieg na 3000 m z przeszkodami – odpadł w eliminacjach,
- Hossein Shahyan – skok wzwyż – 33. miejsce,

### Podnoszenie ciężarów
Mężczyźni
- Kazem Panjavi – waga do 67,5 kg – nie sklasyfikowany (nie zaliczył żadnej próby w rwaniu),
- Abbas Talebi – waga do 75 kg – 20. miejsce,
- Ali Reza Azari – waga do 82,5 kg – 23. miejsce,
- Abdollah Fatemi Rika – waga do 100 kg – 17. miejsce,
- Mozafar Ajali – waga do 110 kg – 19. miejsce,

### Tenis stołowy
Mężczyźni
- Ibrahim Al-Idokht – gra pojedyncza – 49. miejsce,

### Zapasy
Mężczyźni
- Majid Reza Simkhah Asil – styl klasyczny waga do 48 kg – 6. miejsce,
- Majid Jahandideh – styl klasyczny waga do 52 kg – odpadł w eliminacjach,
- Ahad Pazach – styl klasyczny waga do 62 kg – odpadł w eliminacjach,
- Abdollah Chamangoli – styl klasyczny waga do 68 kg – 6. miejsce,
- Ahad Javan Saleh – styl klasyczny waga do 74 kg – odpadł w eliminacjach,
- Hassan Babak – styl klasyczny waga do 90 kg – 5. miejsce,
- Nader Rahmati – styl wolny waga do 48 kg – odpadł w eliminacjach,
- Majid Torkan – styl wolny waga do 52 kg – 7. miejsce,
- Oveyss Mallahi – styl wolny waga do 57 kg – 9. miejsce,
- Asgari Mohammadian – styl wolny waga do 62 kg – 2. miejsce,
- Ali Akbarnejad – styl wolny waga do 68 kg – 4. miejsce,
- Amir Reza Khadem Azgadhi – styl wolny waga do 74 kg – 3. miejsce,
- Rasoul Khadem Azgadhi – styl wolny waga do 82 kg – 3. miejsce,
- Ayoub Baninosrat – styl wolny waga do 90 kg – 5. miejsce,
- Kazem Gholami – styl wolny waga do 100 kg – 9. miejsce,
- Ali Reza Soleimani – styl wolny waga do 130 kg – 6. miejsce,